# Yoann Paillot
Yoann Paillot (Angulema, Poitou-Charentes, 28 de maig de 1991) és un ciclista francès, professional des del 2012. Actualment corre a l'equip Océane Top 16.

## Palmarès
- 2011
  -  Campió d'Europa sub-23 en Contrarellotge
  - 1r a la Crono de les Nacions-Les Herbiers-Vendée sub-23
- 2012
  - 1r a la Crono de les Nacions-Les Herbiers-Vendée sub-23
- 2013
  - Medalla d'or Jocs del Mediterrani de 2013
  -  Campió de França de contrarellotge sub-23
- 2016
  - 1r a la Boucle de l'Artois
  - Vencedor d'una etapa al Kreiz Breizh Elites